# تي ام زي
تي ام زي هو موقع يختص بنشر أخبار المشاهير ظهر لأول مرة في 8 نوفمبر 2005. ويعد الموقع تعاونا بين شركة إيه أو إل و Telepictures Productions المتفرعة من شركة وارنر برذرز الترفيهية، حتى قامت شركة تايم وارنر الإعلامية بتجريد شركة إيه أو إل من حصتها عام 2009. ويعني الاسم تي ام زي (TMZ) «منطقة الثلاثين ميل» أو «منطقة الاستوديو» التاريخية الواقعة داخل دائرة (50 كم) حول تقاطع شارع بيفرلي الغربي وشارع لا سيينيغا الشمالي في لوس أنجلوس، كاليفورنيا.
اشتهر الموقع بعد أن كان أول موقع إخباري يعلن وفاة النجم مايكل جاكسون في يونيو 2009 قبل جميع المواقع. يعد المحامي والصحافي والخبير القانوني السابق هارفي ليفين رئيسة تحرر ومدير الموقع.